# 代 (春秋)
代（だい、? - 紀元前458年）は、西周・春秋時代の諸侯国。
現在の河北省北西部、山西省北東部に位置していた。中原とは異なる異民族により構成されていた。周の初期に分封され、都城は河北省張家口市蔚県に置かれた。成立年代や始祖などは不明である。
紀元前458年に晋の趙無恤は代への使節を夏屋山（現在の山西省忻州市代県北東部）に送り代王を宴席に招待した。その際酒を注ぐ官人が銅杓を以て代王を殺害、そのまま兵を発し代を滅ぼした。
なお、紀元前228年に秦が趙を滅ぼすと、趙の幽繆王の異母兄の趙嘉が代に逃れ、王として自立したが6年後に滅ぼされている。